# Hristijan Mickoski
Hristijan Mickoski (makedonsky: Христијан Мицкоски; * 29. září 1977, Skopje) je severomakedonský politik. Od roku 2017 je předsedou strany VMRO-DPMNE a od 23. června 2024 je premiérem Severní Makedonie. Je vnímán jako proruský politik a představitel orbánismu.

## Život
V letech 2016 až 2017 byl ředitelem státní energetické společnosti Elektrani na Severna Makedonija. Ve stejné době byl energetickým poradcem premiérů Nikoly Gruevského a Emila Dimitrieva, Roku 2019 se stal řádným profesorem Univerzity ve Skopje, v minulosti učil i na Technické univerzitě ve Vídni. Zajímavostí je, že na studiích měl blízko k Liberálně-demokratické straně a byl kritikem VMRO-DPMNE, jejímž předsedou se nakonec stal.

## Postoje
Mickovski oficiálně podporuje vstup do Evropské unie, ale řadou kroků a gest ho podkopává. Odmítá ustoupit Bulharsku, které si dává jako podmínku souhlasu se vstupem Severní Makedonie do EU, že bulharský kulturní základ Makedonců a ochrana bulharské menšiny (těch, kdo se cítí Bulhary) budou zahrnuty v ústavě. V září 2024 Mickoski odvolal většinu severomakedonských členů společné komise, která byla zřízena na základě Smlouvy o přátelství mezi Bulharskem a Severní Makedonií, a která usiluje o nalezení kompromisu v pojetí společné historie obou zemí a národů. Podle Mickoskiho nehájili dostatečně národní zájmy. Zhoršil též vztahy s Řeckem, když po zvolení premiérem označil název Severní Makedonie (dojednaný Prespanskou dohodou) za "ostudný" a svou zemi obvykle označuje jen jako Makedonii. Řecko v reakci již pohrozilo, že severomakedonský vstup do EU zablokuje. Je vnímán jako politik spíše nacionalistický, má úzké vztahy s maďarským premiérem Viktorem Orbánem a srbským prezidentem Aleksandarem Vučićem, kteří vykazují autoritářské sklony. Jako vicepremiéra si vybral Ivana Stoilkoviće, známého svými vazbami na Rusko a Srbsko. Jeho bojkot výstavby železničního panevropského koridoru VIII je vnímán jako naplňování zájmů komunistické Číny. Bývalí vůdci VMRO-DPMNE Ljubčo Georgievski a Filip Petrovski obvinili Mickoského ze "srbizace Severní Makedonie".